# Jacopo Finzi
Jacopo Finzi (ur. w 1873 we Florencji, zm. 1 lutego 1902 tamże) – włoski lekarz psychiatra.
Ukończył studia medyczne na Uniwersytecie Bolońskim w 1896 roku. Następnie specjalizował się w psychiatrii w Ferrarze, pod kierunkiem Ruggero Tambroniego. W 1897 uczył się u Kraepelina w Heidelbergu. Był autorem podręcznika psychiatrii (1899). Zmarł na tyfus w wieku 29 lat.

## Wybrane prace
- Un caso di paranoia. Bollettino del Manicomio Provinciale di Ferrara 23 (1896)
- Aleuni casi d' imbecillità. Atti dell'Accademia delle scienze mediche e naturali di Ferrara 71, ss. 329-438 (1896/97)
- Alcuni crani di frenastenici. Atti dell'Accademia delle scienze mediche e naturali di Ferrara 71, ss. 101-131 (1896/97)
- Tambroni, Finzi. Un caso di corea dell' Huntington. Bollettino del Manicomio Provinciale di Ferrara 25, ss. 1-4 (1897)
- I fenomeni e le dottrine del senso muscolare. Rassegna storico-sintetica. Rivista Sperimentale di Freniatria 23 (1897)
- Il valore psicologico della premeditazione. Scuola positiva 7, ss. 385-395 (1897)
- I pazzi nel Manicomio di Ferrara dal 1871 al 1896. Studio statistico. Bollettino del Manicomio Provinciale di Ferrara 24 (1897)
- Discipline manicomiali. Bollettino del Manicomio Provinciale di Ferrara 27, ss. 100-109 (1899)
- Mania, melancolia e psicosi maniaco-depressiva. Bollettino del Manicomio Provinciale di Ferrara 27, ss. 87-91 (1899)
- Breve compendio di psichiatria. Milano: U. Hoepli, 1899
- Die normalen Schwankungen der Seelenthætigkeiten. W: Grenzfragen des Nerven- und Seelenlebens, Einzel-Darstellungen für Gebildete aller Stände, im Vereine mit hervorragenden Fachmännern des In- und Auslandes hrsg. von L. Loewenfeld und H. Kurella. J. F. Bergmann, 1900
- La psichiatria del Wernicke. Bollettino del Manicomio Provinciale di Ferrara 28, ss. 151-174 (1900)
- Sopra i così detti comparti d' osservazione. Bollettino del Manicomio Provinciale di Ferrara 28, ss. 40-55 (1900)
- Zur Untersuchung der Auffassungsfähigkeit und Merkfähigkeit: Mit einer Abbildung im Text. W. Engelmann, 1900